# Acanthocis inonoti
Acanthocis inonoti là một loài bọ cánh cứng trong họ Ciidae. Loài này được Miyatake miêu tả khoa học năm 1955.